# Классическая музыка в Косове
Классическая музыка в Косове начала развиваться в 1940-е годы, в то время, когда Косово ещё было частью Югославии.

## История

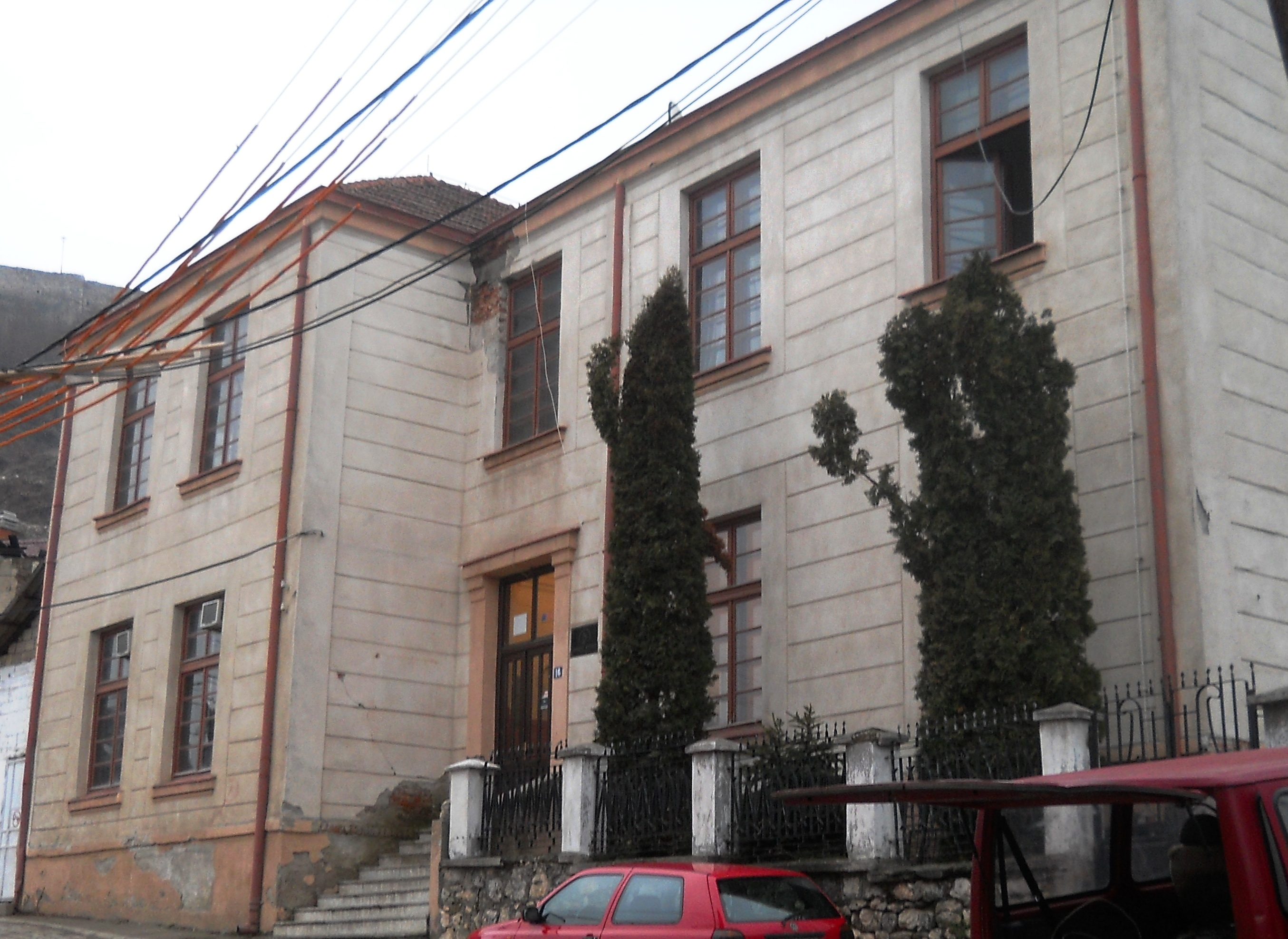
Здание музыкальной школы в Призрене

Развитию классической музыки в Косово предшествовали любительские музыкальные мероприятия, а также деятельность духового оркестра «Башкими» из Скопье, духового оркестра из Джяковицы под руководством Палока Курти, школы-интерната «Косова» в Круме, фанфарного оркестра «Косова» из Кукеса и Албанской католической церкви в Призрене. Первая радиостанция, открывшаяся в Призрене в 1945 году, также сыграла важную роль в зарождении профессиональной классической музыки в Косово, поскольку в течение длительного времени большая часть музыкальной жизни в Косово была связана именно с ней.
В 1944 году был создан хор и камерный оркестр культурного и художественного общества Агими в Призрене, а в 1948 в том же городе была открыта первая музыкальная школа в Косово. Первые произведения классической музыки, написанные в Косово, представляли собой хоровые композиции «а капелла» и первоначально являлись стилизованными переложениями народной музыки. Хотя некоторые из этих хоровых произведений и были оригинальными произведениями, в основе большинства из них лежала народная музыка.
Следом за музыкальной школой в Призрене, в том же году была открыта и музыкальная школа в Приштине.

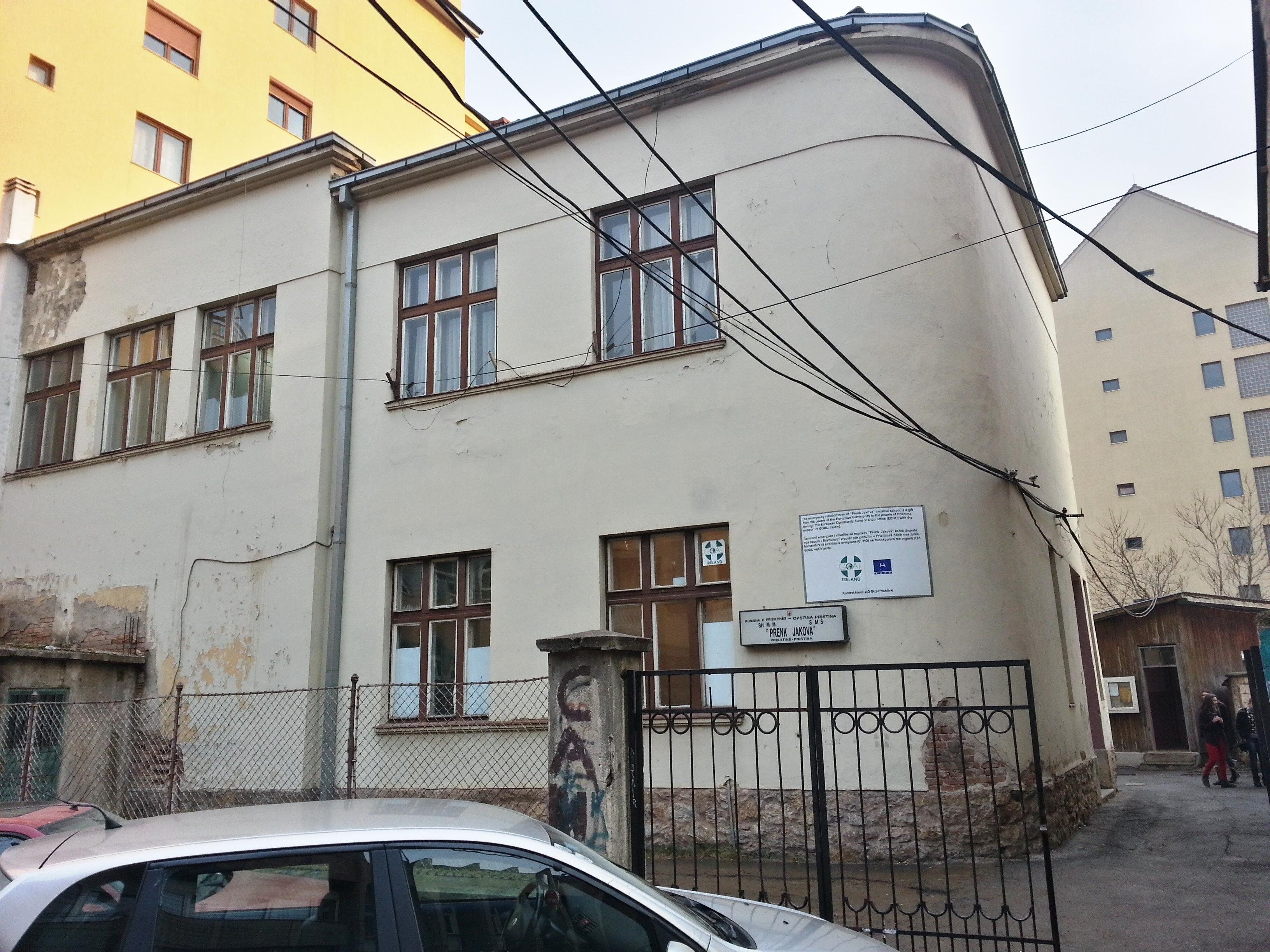
Здание музыкальной школы в Приштине

Первая косовской оперой стала опера в двух действиях «Девушка из Качаника» (алб. Goca e Kaçanikut), написанная в конце 1970-х годов композитором Рауфом Доми на либретто на итальянском языке Юсуфа Буджови и Аймане Доми, основанном на романе албанского писателя Мильтона С. Гурры. Она была написана для исполнения шестью солистами, хором и оркестром.
Первый косовский балет — «Соколи Мируши» (алб. Sokoli e Mirusha) был написан в 1976 году композитором Акилем Марком Коци на либретто Нуредина Лоджи.
Симфонический оркестр и хор Радио и телевидения Косова играли важную роль в культурной жизни Косово. Симфонический оркестр функционировал с начала 1950-х по 1990-е годы. Его репертуар состоял из классических, романтических и современных произведений, а также новых произведений косовских композиторов. В нём играли как местные, так и неместные музыканты. Профессиональный хор РТК работал с 1980 по 1990 год. Его исполнители имели музыкальное образование, а также опыт участия в ранних любительских хорах. Хор активно записывался, а также выступал на фестивалях по всей Югославии.
Вся деятельность музыкальных учреждений в Косово была прекращена в 1990—1991 годах. Около 10 лет все закрытые музыкальные школы работали в частных домах, а концерты классической музыки проходили в албанских католических церквях. В 1999 году стали проводиться открытые мероприятия, связанные с классической музыкой, в основном координируемые молодыми артистами. В 2000 году была основана Косовская филармония и Международный фестиваль камерной музыки.
В 2004 году было известно 17 косовских композиторов, писавших классическую музыку, в то же время наблюдалась нехватка исполнителей. Тогда почти все косовские композиторы имели образование, полученное ими в Белград, Сараево, Любляне, Скопье, а также опыт работы в Европе, в то время как большинство исполнителей получили своё образование в Приштине.